# Anthony Sabuneti
Anthony Sabuneti es un escultor de Zimbabue, nacido el año 1974 en Harare

## Datos biográficos
Nacido en la capital de Zimbabue , Harare, Sabuneti fue el benjamín de seis hermanos; su madre fue alfarera, y anthony se vio tempranamente marcado por este oficio. Comenzó su carrera cuando contaba siete años, construyendo juguetes de alambre para otros niños. Estos eran distribuidos en el centro de actividades comunitarias (Community Hall). Completó el nivel de enseñanza secundaria obligatoria en Harare. Sabuneti y algunos amigos formaron el Gota Tochisuma Atelier en 1987; todavía trabaja con este grupo. 
Ha expuesto en la Galería Nacional de Zimbabue.